# ミシェル・フェルナンデス・バストス
ミシェル・バストス（Michel Fernandes Bastos, 1983年8月2日 - ）は、ブラジル出身の元サッカー選手。現役時代のポジションはディフェンダー、ミッドフィールダー。
フリーキックの名手であり、2008-09シーズンは前半戦だけで直接フリーキックから4得点している。

## 来歴

### クラブ
地元のECペロタスでサッカーを始め、若くして天才と呼ばれた彼は18歳でオランダのフェイエノールトに渡った。リザーブチームでトップ昇格の機会を窺ったが、トップチームでは試合に出場できなかった。2002-03シーズンはエールディヴィジに昇格したSBVエクセルシオールにレンタル移籍して28試合に出場したが、シーズン終了後にはブラジルに舞い戻った。2005年にフィゲイレンセFCで二桁得点を挙げたことから再び注目されるようになり、2006年にフランスのリールに移籍した。
2006-07シーズン開幕戦のスタッド・レンヌ戦でデビューし、65分間プレーした。初得点はRCランスとのダービーマッチで、このシーズンは3得点した。2007-08シーズンはスタッド・レンヌ戦、オリンピック・リヨン戦、FCロリアン戦での貴重な得点を含む8得点を挙げ、7位でのフィニッシュに貢献した。左サイドバックから左ウイングにコンバートされたのはこの頃だった。

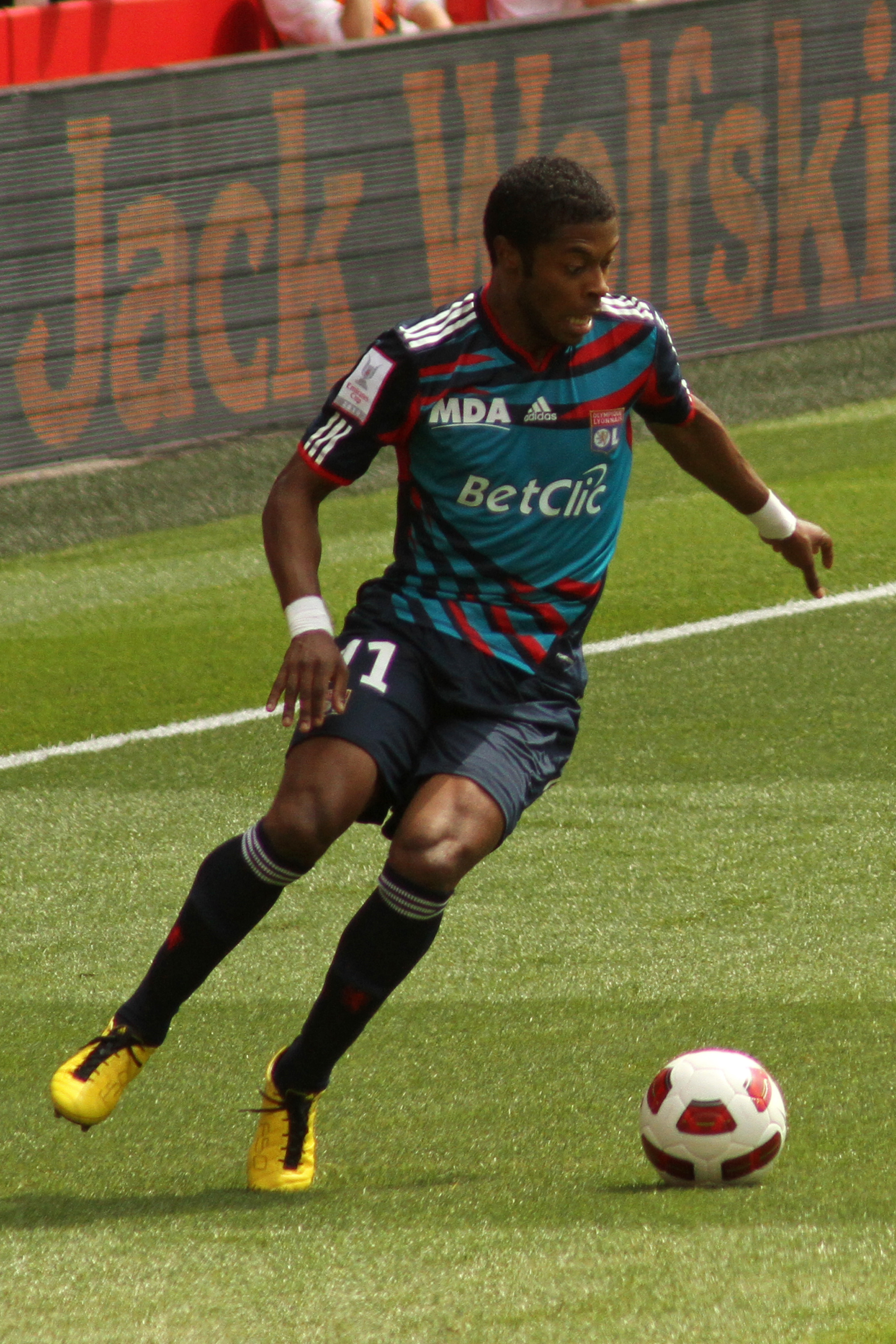
リヨンでプレーするバストス

2008-09シーズンは2節のル・マンUC戦で初得点すると2週間後にはFCジロンダン・ボルドー戦で得点し、その1週間後にはFCソショー戦でも得点した。このシーズンで特筆すべき得点は2-2と引き分けたリヨン戦での得点である。左足で放たれた難しい角度からの30mのフリーキックは、グランダーで複雑な回転をしながら飛び、相手ゴールキーパーのウーゴ・ロリスでさえも止められなかった。2008年11月11日からは絶好調の期間となり、マルセイユ戦、FCロリアン戦、トゥールーズ戦、OGCニース戦、ル・アーヴルAC戦で得点し、リールはこの5試合を2勝3分で乗り越えた。数週間後には再び連続得点の期間が始まり、得点した6試合すべてに勝利した。このシーズンは37試合に出場して14得点を記録し、アシスト数は9でランキング上位に名を連ねた。得点ランキングとアシストランキングの両方で5位以内にはいったのはリーグ・アンの歴史上初めての出来事だった。カップ戦も含めた通算では41試合16得点を記録した。チームは5位でUEFAカップ出場権を獲得した。リーグ・アンの年間最優秀選手候補にも選ばれた。
2009年7月15日、移籍金1800万ユーロ（約23億9000万円）の4年契約でリール時代の監督クロード・ピュエルが率いるリヨンへ移籍した。UEFAチャンピオンズリーグ本戦出場プレーオフ・アンデルレヒト戦1stレグで初得点した。5-1で勝利したこの試合で彼は3点目を決めた。8月29日、ASナンシー戦ではゴール前25mの位置から強烈なミドルシュートを叩き込んだ。チャンピオンズリーグ準々決勝1stレグのボルドー戦では決勝点を記録した。
2011-12シーズン前、ユヴェントスFCへの移籍の噂が上がるものの残留。2013年1月29日、ドイツ・ブンデスリーガのシャルケ04に2014年のシーズン終了まで1年半の期限付きで移籍した。
2013年7月、アル・アインFCに移籍。2014年1月、SSCナポリへの移籍が濃厚だったが一転して、リール時代の恩師リュディ・ガルシア率いるASローマに半年のレンタルで移籍決定。
2014年8月13日、サンパウロFCに移籍した。
2016年12月31日、SEパルメイラスに移籍した。

### 代表
世代別代表を含めセレソンに選ばれた経験はなかったものの、2009年10月にA代表初招集を受けると、イングランドとの親善試合にフル出場し代表デビューを果たした。南アフリカW杯ブラジル代表にも選出され、大会前の親善試合・ジンバブエ戦で代表初ゴールを挙げた。本大会ではグループリーグ3試合と決勝トーナメント1回戦、準々決勝の全5試合に先発出場し、積極的なオーバーラップでチャンスを演出した。

## 代表歴

### 出場大会
- ブラジル代表
  - 2010 FIFAワールドカップ

### 試合数
- 国際Aマッチ 10試合 1得点（2009年-2010年）[10]

| ブラジル代表 | 国際Aマッチ | 国際Aマッチ |
| 年           | 出場        | 得点        |
| ------------ | ----------- | ----------- |
| 2009         | 2           | 0           |
| 2010         | 8           | 1           |
| 通算         | 10          | 1           |

## タイトル

### クラブ
オリンピック・リヨン
- クープ・ドゥ・フランス (1) : 2011-12